# De Eindafrekening 2022
De eindafrekening 2022 is de lijst van nummers die het tijdens het jaar 2022 het best hebben gedaan in de Afrekening, de wekelijkse lijst van Studio Brussel. De eindafrekening 2022 werd op 17 december 2022 gepresenteerd door Margaux Amant en Kenneth Berth. De uitzending nam acht uur in beslag.

## Lijst
Op de website verscheen een lijst van 157 nummers. Tijdens de uitzending werden echter slechts de hoogste 109 nummers gedraaid.
| Positie | Artiest                                                     | Titel                                 |
| ------- | ----------------------------------------------------------- | ------------------------------------- |
| 1       | The Haunted Youth                                           | Gone                                  |
| 2       | Rammstein                                                   | Zeit                                  |
| 3       | Stromae                                                     | L'Enfer                               |
| 4       | High Hi                                                     | All Cool All Fine                     |
| 5       | Ila                                                         | Leave Me Dry                          |
| 6       | Nothing But Thieves                                         | Life's Coming in Slow                 |
| 7       | Florence + The Machine                                      | My Love                               |
| 8       | Wet Leg                                                     | Wet Dream                             |
| 9       | Arcade Fire                                                 | The Lightning I + II                  |
| 10      | Rammstein                                                   | Dicke Titten                          |
| 11      | SONS                                                        | Nothing                               |
| 12      | Sylvie Kreusch                                              | Walk Walk                             |
| 13      | The Haunted Youth                                           | Broken                                |
| 14      | Froukje ft. S10                                             | Zonder Gezicht                        |
| 15      | Bluai                                                       | Dime Store                            |
| 16      | Oscar and the Wolf                                          | Warrior                               |
| 17      | The War On Drugs                                            | Change                                |
| 18      | Muse                                                        | Won't Stand Down                      |
| 19      | Selah Sue                                                   | Pills                                 |
| 20      | Harry Styles                                                | As It Was                             |
| 21      | Goldband                                                    | Noodgeval                             |
| 22      | Rhea                                                        | Ready To Rumble                       |
| 23      | Coely                                                       | Alive                                 |
| 24      | Rammstein                                                   | Zick Zack                             |
| 25      | Brutus                                                      | Victoria                              |
| 26      | Glints                                                      | Roma                                  |
| 27      | One Track Brain ft. Mariem Hassan                           | Cool Abdul Theme Song                 |
| 28      | Arctic Monkeys                                              | There'd Better Be A Mirrorball        |
| 29      | Fontaines D.C.                                              | Jackie Down The Line                  |
| 30      | Meltheads                                                   | Naïef                                 |
| 31      | The National ft. Bon Iver                                   | Weird Goodbyes                        |
| 32      | Sam Fender                                                  | Alright                               |
| 33      | The War On Drugs ft. Lucius                                 | I Don't Live Here Anymore             |
| 34      | Ila                                                         | Live to Love                          |
| 35      | Chibi Ichigo ft. Jan Paternoster                            | Gracht                                |
| 36      | Meau                                                        | Dat Heb Jij Gedaan                    |
| 37      | Big Thief                                                   | No Reason                             |
| 38      | Black Box Revelation                                        | Wrecking Bed Posts                    |
| 39      | Editors                                                     | Heart Attack                          |
| 40      | Lizzo                                                       | About Damn Time                       |
| 41      | Bastille                                                    | No Bad Days                           |
| 42      | Shaka Shams                                                 | Black Metal Rebel                     |
| 43      | Red Hot Chili Peppers                                       | Black Summer                          |
| 44      | Bluai                                                       | One Night                             |
| 45      | Gorillaz ft. Tame Impala & Bootie Brown                     | New Gold                              |
| 46      | Goose                                                       | Fear Of Letting Go                    |
| 47      | Ghost                                                       | Call Me Little Sunshine               |
| 48      | Editors                                                     | Karma Climb                           |
| 49      | Muse                                                        | You Make Me Feel Like It's Halloween  |
| 50      | Wet Leg                                                     | Ur Mom                                |
| 51      | Liam Gallagher                                              | Everything's Electric                 |
| 52      | The Killers                                                 | Boy                                   |
| 53      | Oscar And The Wolf                                          | Dancing Machine                       |
| 54      | Warhaus                                                     | Desire                                |
| 55      | Surf Curse                                                  | Freaks                                |
| 56      | Meskerem Mees                                               | The Writer                            |
| 57      | Måneskin                                                    | supermodel                            |
| 58      | Billie Eilish                                               | TV                                    |
| 59      | Tamino                                                      | Fascination                           |
| 60      | Ramkot                                                      | Exactly What You Wanted               |
| 61      | Yungblud                                                    | Tissues                               |
| 62      | Sam Fender                                                  | Get You Down                          |
| 63      | Kids With Buns                                              | Waiting Room                          |
| 64      | Bon Iver                                                    | Second Nature                         |
| 65      | Coely ft. Albi X                                            | Run It Up                             |
| 66      | Meskerem Mees                                               | Best Friend                           |
| 67      | The War On Drugs                                            | Oceans Of Darkness                    |
| 68      | Ghost                                                       | Mary On A Cross                       |
| 69      | Oliver Sim                                                  | Romance With A Memory                 |
| 70      | Stromae                                                     | Santé                                 |
| 71      | Florence + The Machine                                      | Free                                  |
| 72      | Yungblud                                                    | The Funeral                           |
| 73      | Frank Carter & The Rattlesnakes                             | Go Get A Tattoo                       |
| 74      | Kids With Buns                                              | Bathroom Floor                        |
| 75      | Willow                                                      | Hover Like A Goddess                  |
| 76      | Fontaines D.C.                                              | Roman Holiday                         |
| 77      | Chibi Ichigo                                                | Prachtig                              |
| 78      | Machine Gun Kelly ft. Willow                                | Emo Girl                              |
| 79      | Adele                                                       | Easy On Me                            |
| 80      | Jungle                                                      | Good Times                            |
| 81      | Stromae                                                     | Fils de Joie                          |
| 82      | Tamino                                                      | The First Disciple                    |
| 83      | Amyl and the Sniffers                                       | Hertz                                 |
| 84      | Blink-182                                                   | Edging                                |
| 85      | Coldplay                                                    | Humankind                             |
| 86      | Turnstyle                                                   | New Heart Design                      |
| 87      | blackwave.                                                  | Good Day                              |
| 88      | Electric Callboy                                            | Pump It                               |
| 89      | Editors                                                     | Picturesque                           |
| 90      | Machine Gun Kelly ft. Blackbear                             | Make Up Sex                           |
| 91      | Man-Made Sunshine                                           | Life's Gonna Kill You (if you let it) |
| 92      | Charli XCX ft. Christine and the Queens & Caroline Polachek | New Shapes                            |
| 93      | Arctic Monkeys                                              | Body Paint                            |
| 94      | Sylvie Kreusch                                              | Girls                                 |
| 95      | The Haunted Youth                                           | I Feel Like Shit And I Wanna Die      |
| 96      | Florence + The Machine                                      | King                                  |
| 97      | Angèle                                                      | Bruxelles je t'Aime                   |
| 98      | The Anxiety                                                 | Meet Me At Our Spot                   |
| 99      | Meskerem Mees                                               | Where I'm From                        |
| 100     | Intergalactic Lovers                                        | Lost                                  |
| 101     | Berre                                                       | Say My Name                           |
| 102     | Electric Callboy ft. Finch                                  | Spaceman                              |
| 103     | Joost                                                       | Florida 2009                          |
| 104     | Bazart                                                      | Van God Los                           |
| 105     | Stephen Sanchez                                             | See The Light                         |
| 106     | Bring Me the Horizon                                        | Strangers                             |
| 107     | Placebo                                                     | Beautiful James                       |
| 108     | High Hi                                                     | Return To Dust                        |
| 109     | Oliver Tree                                                 | Placeholder                           |

1985 · 1986 · 1987 · 1988 · 1989 · 1990 · 1991 · 1992 · 1993 · 1994 · 1995 · 1996 · 1997 · 1998 · 1999 · 2000 · 2001 · 2002 · 2003 · 2004 · 2005 · 2006 · 2007 · 2008 · 2009 · 2010 · 2011 · 2012 · 2013 · 2014